# Semen Poltavskiy
Semen Vladimirovich Poltavskiy (em russo: Семён Владимирович Полтавский; Odessa, 8 de fevereiro de 1981) é um jogador de voleibol da Rússia, que foi membro da Seleção Russa de Voleibol Masculino que ganhou a medalha de prata na edição de 2007 do Campeonato Europeu de Voleibol, realizada em Moscou, Rússia, na qual foi nomeado Melhor Jogador (MVP) do torneio.

## Premiações Individuais
- Campeonato Europeu de Voleibol Masculino de 2007 - Most Valuable Player
- Campeonato Europeu de Voleibol Masculino de 2007 - Melhor Sacador